# Think Like a Dog
Think Like a Dog è un film del 2020 diretto da Gil Junger. 
Film commedia di fantascienza statunitense con protagonisti Josh Duhamel e Megan Fox. 
La pellicola è stata distribuita tramite Premium VOD il 9 giugno 2020.

## Trama
Un bambino prodigio di 12 anni , il cui esperimento scientifico va storto, crea una connessione telepatica con il suo migliore amico, il suo cane.
I due  uniscono le forze e usano  le loro prospettive uniche  sulla vita per superare comicamente le difficolta in famiglia e a scuola.